# كوهي هوريكوشي
كوهي هوريكوشي (من مواليد 20 نوفمبر 1986)، هو فنان مانغاكا ياباني معروف بإنشاء سلسلة المانغا حديقة حيوان أوماجادوكي وباراج وأكاديمية بطلي، حيث أن جميعها متسلسلة في مجلة شونن جمب الأسبوعية التابعة لشركة شويشا. بحلول شهر أبريل من عام 2024، كان لدى أكاديميتي للأبطال أكثر من 100 مليون نسخة متداولة، مما يجعلها واحدة من سلسلة المانغا الأكثر مبيعًا على الإطلاق. تخرج هوريكوشي من مدرسة توهو الثانوية وجامعة ناغويا للفنون وهو من مواليد محافظة آيتشي. عمل سابقًا مساعدُا لياسوكي تاناكا، وكان مبتكر سلسلة المانغاكا سمر تايم ريندا.
صرح هوريكوشي أن سلسلة المانغا المفضلة لديه عندما كان طفلاً كانت دراغون بول، وون بيس، وناروتو. هوريكوشي هو أيضًا من محبي الكتب المصورة الأمريكية للأبطال الخارقين، على وجه الخصوص مارفل كومكس.

## الأعمال
| العنوان                                                      | السنة       | المجلة             | الناشر (الناشرون)                         | الملاحظات | المرجع        |
| ------------------------------------------------------------ | ----------- | ------------------ | ----------------------------------------- | --------- | ------------- |
| تينكو (テンコ Tenko)                                         | 2007        | أكامارو جمب        | شوئيشا                                    | ون شوت    | [ 4 ]         |
| بطلي (僕のヒーロー Boku no Hīrō)                             | 2008        | أكامارو جمب        | شوئيشا                                    | ون شوت    | [ 10 ]        |
| شينكا رابسودي (進化ラプソディ Shinka Rapusodi)               | 2008        | أكامارو جمب        | شوئيشا                                    | ون شوت    | [ 11 ]        |
| حديقة حيوان أوماجادوكي (逢魔ヶ刻動物園 Ōmagadoki Dōbutsuen)  | 2010 – 11   | شونن جمب الأسبوعية | شوئيشا                                    | مانغا     | [ 12 ] [ 13 ] |
| السدّ (戦星のバルジ Sensei no Baruji)                         | 2012        | شونن جمب الأسبوعية | شوئيشا (اليابانية) فيز ميديا (الإنجليزية) | مانغا     | [ 14 ] [ 15 ] |
| أكاديمية بطلي (僕のヒーローアカデミア Boku no Hīrō Akademia) | 2014 – الآن | شونن جمب الأسبوعية | شوئيشا (اليابانية) فيز ميديا (الإنجليزية) | مانغا     | [ 16 ]        |

## الجوائز والترشيحات
| السنة | الجائزة                                                      | الفئة                | العمل/المرشح      | النتيجة       |
| ----- | ------------------------------------------------------------ | -------------------- | ----------------- | ------------- |
| 2015  | الأول "جائزة المانغا القادمة"                                | طباعة مانغا          | أكاديميتي للأبطال | فوز           |
| 2015  | الثامن "مانغا تايشو"                                         | مانغا تايشو          | أكاديميتي للأبطال | المركز الثامن |
| 2015  | جائزة ماندو كوباياشي للمانغا                                 | جائزة المانغا الكبرى | أكاديميتي للأبطال | فوز           |
| 2016  | الدورة الأربعون "جائزة كودانشا للمانغا"                      | أفضل مانغا شونن      | أكاديميتي للأبطال | رُشِّح           |
| 2017  | جوائز معرض اليابان                                           | داروما دور المانغا   | أكاديميتي للأبطال | فوز           |
| 2017  | جوائز معرض اليابان                                           | أفضل شونن            | أكاديميتي للأبطال | رُشِّح           |
| 2017  | الثالثة "جائزة سوغوي اليابان"                                | أفضل مانغا           | أكاديميتي للأبطال | فوز           |
| 2017  | الدورة الرابعة والأربعون "مهرجان أنغوليم الدولي للكاريكاتير" | أفضل كوميدي شبابي    | أكاديميتي للأبطال | رُشِّح           |
| 2017  | الثالث والعشرون "صالون ديل مانغا في برشلونة"                 | أفضل مانغا شونن      | أكاديميتي للأبطال | فوز           |
| 2018  | كاريكاتير وسائل الإعلام في سيول                              | جائزة مانغا للمبدعين | كوهي هوريكوشي     | فوز           |
| 2018  | جوائز إكسبو اليابان                                          | أفضل شونن            | أكاديميتي للأبطال | فوز           |
| 2018  | الثلاثون "جوائز هارفي"                                       | أفضل مانغا           | أكاديميتي للأبطال | رُشِّح           |
| 2018  | صالون ديل مانغا الرابع والعشرون في برشلونة                   | أفضل مانغا شونن      | أكاديميتي للأبطال | فوز           |
| 2019  | "جوائز هارفي" الحادية والثلاثون                              | أفضل مانغا           | أكاديميتي للأبطال | فوز           |
| 2020  | مهرجان أنغوليم الدولي السابع والأربعون للكاريكاتير           | أفضل كوميدي شبابي    | أكاديميتي للأبطال | رُشِّح           |

## وصلات خارجية
- كوهي هوريكوشي على موقع IMDb (الإنجليزية)
- كوهي هوريكوشي على موقع ميتاكريتيك (الإنجليزية)
- كوهي هوريكوشي على موقع روتن توميتوز (الإنجليزية)
- كوهي هوريكوشي على موقع ألو سيني (الفرنسية)
- كوهي هوريكوشي على موقع قاعدة بيانات الفيلم (الإنجليزية)
- كوهي هوريكوشي على موقع كينوبويسك (الروسية)
- كوهي هوريكوشي على موقع ANN person (الإنجليزية)